# Exoprosopa grisecens
Exoprosopa grisecens är en tvåvingeart som beskrevs av Mario Bezzi 1924. Exoprosopa grisecens ingår i släktet Exoprosopa och familjen svävflugor. Inga underarter finns listade i Catalogue of Life.